# Tranh lá
Tranh lá là một bộ môn nghệ thuật vừa được du nhập vào Việt Nam, dùng chính những chiếc lá cây già cỗi, nhuộm màu và ghép thành những bức tranh đầy màu sắc. Tuy tuổi đời không cao, nhưng tại Việt Nam bộ môn nghệ thuật này đã có bước phát triển nhanh, tạo cho giới hội họa một cái nhìn mới về chất liệu lá. 
Tranh lá có nguồn gốc từ Ấn Độ và Trung Quốc, nhưng cách thể hiện tranh lá không giống tại Việt Nam. Nghệ nhân chủ yếu dùng màu trực tiếp vẽ lên lá.
Tranh lá hiện tại có thể mô phỏng tất cả các thể loại trong hội họa thuần tuý. Mỗi tác phẩm không chỉ mang dấu ấn mỹ học, mà còn giữ trong mình nét độc đáo.
Những tác phẩm cùng thể loại cùng chủ đề trong bộ môn nghệ thuật khác đôi khi có thể giống nhau như đúc. Nhưng tranh lá thì không thể có bản sao nguyên mẫu, bởi chúng khác nhau ở từng đường nét, từng chiếc lá, màu sắc, đường viền, dạng và gân lá.
Hạn chế cơ bản của người nghệ sĩ là ở kích thước lá, chúng quá nhỏ so với bức tranh chung, gây rất nhiều trở ngại cả về kỹ thuật lẫn ý tưởng.